# Perfluorobutane
Le  perfluorobutane ou décafluorobutane est un composé chimique de la famille des perfluorocarbures (PFC). C'est un gaz incolore.
Sa structure est celle du butane (n-butane) où tous les atomes d'hydrogène ont été remplacés par des atomes de fluor.
Il est utilisé en remplacement du halon 1301 (bromotrifluorométhane) dans les extincteursainsi que comme agent pour imagerie par ultrason. Comme composé pharmaceutique, il est connu sous le nom de « sonazoid » ou « perflubutane » .